# Xiphidiopsis adelungi
Xiphidiopsis adelungi är en insektsart som beskrevs av Andrej Vasiljevitj Gorochov 1993. Xiphidiopsis adelungi ingår i släktet Xiphidiopsis och familjen vårtbitare. Inga underarter finns listade i Catalogue of Life.